# Ras Tanura
Ras Tanura (of Ra's Tannūrah, Arabisch: رأس تنورة betekent "kaap oven" of "kaap vuurpot" naar het zeer hete klimaat), historisch ook als Ras al-Tannoera geschreven, is een kustplaats aan de Perzische Golf in de Oostelijke provincie van Saoedi Arabië.
Na de eerste grote olievondst in Saoedi-Arabië in 1938 was een haven noodzakelijk voor de afvoer van de olie naar gebruikers. In 1939 werd bij Ras Tanura de eerste tanker van Standard Oil of California geladen, MS D.G. Scofield, met Arabische olie. Het is tegenwoordig de meest belangrijke olie-exporthaven van het koninkrijk. Het staatsbedrijf Saudi Aramco exporteert via de haven ruwe olie en olieproducten. Tankers kunnen direct aan de kade van het schiereiland afmeren om olie te laden, maar voor tankers met een grote diepgang zijn er voor de kust kunstmatige eilanden gemaakt. Deze zijn met oliepijplijnen verbonden met het land.
In 1941 werd een raffinaderij in Ras Tanura geopend. Met een capaciteit van 3000 vaten per dag was het een kleine operatie. Zes maanden later viel de productie alweer stil. Door het uitbreken van de Tweede Wereldoorlog stokte de aanvoer van noodzakelijk materieel. In 1945 werd dit probleem verholpen en de capaciteit van de raffinaderij werd fors uitgebreid. 1947 was het eerste jaar dat de raffinaderij, nu met een capaciteit van 50.000 vaten per dag, het gehele jaar operationeel was. Nadien is de raffinaderij verder uitgebreid en is nu de grootste raffinaderij van het land met een capaciteit van ruim 500.000 vaten olie per dag. Op het schiereiland staan veel olietanks voor de opslag.
Ras Tanura ligt ten zuiden van de moderne industriële havenstad Jubail en ten noorden van de oude havenstad Dammam. Langs Ras Tanura loopt een snelweg die deze twee grote steden verbindt. Buiten de plaats ligt een klein vliegveld voor helikopters die naar productieplatforms in de golf vliegen.